# Гренада на летних Олимпийских играх 2004
Гренада принимала участие в Летних Олимпийских играх 2004 года в Афинах (Греция) в шестой раз за свою историю, но не завоевала ни одной медали. Сборную страны представляли 2 женщины.